# Antons Justs
Antons Justs (ur. 22 listopada 1931 w Varakļāni, zm. 17 lutego 2019 w Jełgawie) – łotewski duchowny rzymskokatolicki, biskup diecezjalny Jełgawy w latach 1995–2011, od 2011 biskup  senior diecezji jełgawskiej.

## Życiorys
Święcenia kapłańskie przyjął 11 lipca 1960 z rąk biskupa Boļeslavsa Sloskānsa.
7 grudnia 1995 papież Jan Paweł II mianował go biskupem Jełgawy. Sakry biskupiej udzielił mu 16 stycznia 1996 sam papież. 22 lipca 2011 przeszedł na emeryturę, jego następcą został bp Edvards Pavlovskis.

## Odznaczenie
Postanowieniem Prezydenta RP z dnia 7 września 2005 za wybitne zasługi w rozwijaniu polsko-łotewskiej współpracy został odznaczony Krzyżem Komandorskim Orderu Zasługi Rzeczypospolitej Polskiej